# Danalia hapalocarcini
Danalia hapalocarcini là một loài chân đều trong họ Cryptoniscidae. Loài này được Fize miêu tả khoa học năm 1955.